# Agrupación Euphoria
La Agrupación Euphoria es un grupo de cumbia de Cochabamba, Bolivia. Liderado por el cantante Calef Terán, el 2024 Euphoria ganó notoriedad internacional gracias un reversión de un tema de la cantante hispanobritánica Jeanette.

## Antecedentes
La Agrupación Euphoria está liderada por Calef y Ludy Terán. Rodrigo Calef, que es el vocalista y la cara del grupo, nació el 8 de marzo del año 2002 en el municipio de Colcapirhua, en el departamento de Cochabamba. Ambos hermanos comenzaron su carrera en concursos infantiles de canto en la televisión nacional boliviana. Posteriormente se unieron a la Agrupación Histeria, con la que alcanzaron fama internacional, llegando a cantar en el Luna Park. El 30 de diciembre de 2022  fundaron Euphoria, luego de decidir dejar Histeria.

## Por qué te vas
En 2024 Euphoria adquirió fama internacional al lanzar su propia versión en ritmo de cumbia de la canción "Por qué te vas" de la española Jeanette, la cual se hizo muy popular no solo en Bolivia, sino en Latinoamérica. La agrupación lanzó dos videoclips de dicho tema, el primero interpretado únicamente por Euphoria y el segundo, publicado el 29 de noviembre de 2024, en el que aparece la propia Jeanette. Ambos se hicieron virales en YouTube. Para abril de 2025, el video de la colaboración con Jeanette ya acumulaba más de dos millones de visualizaciones y el de la versión inicial más de 29 millones de reproducciones.  En junio de 2024, Euphoria abrió el escenario de un concierto de Jeanette en la ciudad de Cochabamba, quien volvía a Bolivia después de más de 42 años. Fue en ese momento cuando invitaron a la cantante a grabar con ellos.
Además de "Por qué te vas", la Agrupación Euphoria hizo otras reversiones exitosas en ritmo de cumbia de canciones antiguas, entre las que resalta "No lloraré" de Ana Bárbara. Hacer reversiones en cumbia de clásicos en español es un sello del grupo musical.